# Pailly (Yonne)
Pailly – miejscowość i gmina we Francji, w regionie Burgundia-Franche-Comté, w departamencie Yonne.
Według danych na rok 1990 gminę zamieszkiwało 171 osób, a gęstość zaludnienia wynosiła 11 osób/km² (wśród 2044 gmin Burgundii Pailly plasuje się na 740. miejscu pod względem liczby ludności, natomiast pod względem powierzchni na miejscu 621.).